# Take a Bow (Rihanna)
Take a Bow is een nummer van zangeres Rihanna. Het is de vijfde single in haar Good Girl Gone Bad-chronologie en de eerste van de heruitgave Good Girl Gone Bad: Reloaded.

## Achtergrondinformatie

### Muzikaal
"Take a Bow" is een R&B/popballad geschreven door Def Jam-labelmaatje Ne-Yo en geproduceerd door het Zweedse productieduo StarGate. Rihanna en Ne-Yo hebben al eerder samengewerkt aan de nummers "Unfaithful" (lyrisch) en "Hate That I Love You" (lyrisch en vocaal). StarGate en Rihanna hebben ook een verleden. Zij sloegen de handen ineen bij eveneens "Unfaithful", "Hate That I Love You" en "Don't Stop the Music".
Het nummer bestaat uit een R&B-beat met rustige pianotonen eroverheen. In het refrein worden de piano steviger en in het tweede couplet komen de snaarinstrumenten erbij. Het refrein is dubbelgelaagd gezongen.

### Lyrisch
"Take a Bow" valt op in vergelijking met de overige Rihanna-singles vanwege het feit dat het een erg bitter nummer is. Het bevat veel metaforen. Het gaat over de standpunt van een vrouw tegenover haar vriendje, die zich probeert te verontschuldigen voor zijn ontrouw. Ze zegt hem op een sarcastische toon dat zijn poging "very entertaining" (erg vermakelijk) is en dat hij "een buiging moet doen en het podium moet verlaten" ("curtain's finally closing" en "take a bow"). Uit haar woorden komt ook walging naar voren ("trying to apologize, you're so ugly when you cry" / "proberend te verontschuldigen, je ziet er zo lelijk uit als je huilt").

## Kritiek
"Take a Bow" kreeg zowel positieve als negatieve kritieken. Men sprak met lof over de sarcastische songtekst en de goede productie met zijn snaren en de piano. Aan de andere kant vond men dat dit nummer weer een typische StarGate-productie was.

## Hitlijsten
"Take a Bow" werd 15 april 2008 op de Amerikaanse radiostations uitgebracht en kwam 6 mei 2008 digitaal uit. Het nummer werd massaal gedownload en kwam hiermee met de op een na grootste sprong in de Billboard Hot 100 (van de 53e plek) op de eerste plaats terecht en verstootte hiermee Leona Lewis' "Bleeding Love". Dit is Rihanna's derde nummer-1 hit. Bovendien bezat het nummer de eerste positie in de iTunes-downloads in de Verenigde Staten, Canada, Nieuw-Zeeland en Ierland. In Canada sprong het nummer van de 70ste plaats naar de 1ste plaats, wat de grootste stijging betekende in de geschiedenis van de Canadese chart.
In het Verenigd Koninkrijk debuteerde het nummer op 2 om de daaropvolgende week de eerste positie over te nemen van The Ting Tings.
Naast deze single brengt Rihanna vrijwel gelijktijdig "If I Never See Your Face Again" met Maroon 5 uit. Beide singles werden Alarmschijf.

## Videoclip
De videoclip is geregisseerd door Anthony Mandler en werd op 25 april 2008 uitgebracht op de website van Islands Records.

## Tracklist

### Cd-single
1. "Take a Bow" (Albumversie)
2. "Don't Stop the Music" (Solitaire's More Drama Remix)

### Cd-maxi
1. "Take a Bow" (Albumversie)
2. "Don't Stop the Music" (Solitaire's More Drama Remix)
3. "Take a Bow" (Instrumentaal)
4. "Take a Bow" (Video)

## Hitnotering
| Take a Bow in de Nederlandse Top 40 - binnen: 7 juni 2008 | Take a Bow in de Nederlandse Top 40 - binnen: 7 juni 2008 | Take a Bow in de Nederlandse Top 40 - binnen: 7 juni 2008 | Take a Bow in de Nederlandse Top 40 - binnen: 7 juni 2008 | Take a Bow in de Nederlandse Top 40 - binnen: 7 juni 2008 | Take a Bow in de Nederlandse Top 40 - binnen: 7 juni 2008 | Take a Bow in de Nederlandse Top 40 - binnen: 7 juni 2008 | Take a Bow in de Nederlandse Top 40 - binnen: 7 juni 2008 | Take a Bow in de Nederlandse Top 40 - binnen: 7 juni 2008 | Take a Bow in de Nederlandse Top 40 - binnen: 7 juni 2008 | Take a Bow in de Nederlandse Top 40 - binnen: 7 juni 2008 | Take a Bow in de Nederlandse Top 40 - binnen: 7 juni 2008 | Take a Bow in de Nederlandse Top 40 - binnen: 7 juni 2008 | Take a Bow in de Nederlandse Top 40 - binnen: 7 juni 2008 | Take a Bow in de Nederlandse Top 40 - binnen: 7 juni 2008 | Take a Bow in de Nederlandse Top 40 - binnen: 7 juni 2008 | Take a Bow in de Nederlandse Top 40 - binnen: 7 juni 2008 |
| Week                                                      | 01                                                        | 02                                                        | 03                                                        | 04                                                        | 05                                                        | 06                                                        | 07                                                        | 08                                                        | 09                                                        | 10                                                        | 11                                                        | 12                                                        | 13                                                        | 14                                                        | 15                                                        |                                                           |
| --------------------------------------------------------- | --------------------------------------------------------- | --------------------------------------------------------- | --------------------------------------------------------- | --------------------------------------------------------- | --------------------------------------------------------- | --------------------------------------------------------- | --------------------------------------------------------- | --------------------------------------------------------- | --------------------------------------------------------- | --------------------------------------------------------- | --------------------------------------------------------- | --------------------------------------------------------- | --------------------------------------------------------- | --------------------------------------------------------- | --------------------------------------------------------- | --------------------------------------------------------- |
| Nummer                                                    | 9                                                         | 5                                                         | 5                                                         | 4                                                         | 3                                                         | 4                                                         | 9                                                         | 13                                                        | 13                                                        | 13                                                        | 16                                                        | 16                                                        | 24                                                        | 27                                                        | 37                                                        | uit                                                       |

| Take a Bow in de Ultratop 50 - binnen: 28 juni 2008 | Take a Bow in de Ultratop 50 - binnen: 28 juni 2008 | Take a Bow in de Ultratop 50 - binnen: 28 juni 2008 | Take a Bow in de Ultratop 50 - binnen: 28 juni 2008 | Take a Bow in de Ultratop 50 - binnen: 28 juni 2008 | Take a Bow in de Ultratop 50 - binnen: 28 juni 2008 | Take a Bow in de Ultratop 50 - binnen: 28 juni 2008 | Take a Bow in de Ultratop 50 - binnen: 28 juni 2008 | Take a Bow in de Ultratop 50 - binnen: 28 juni 2008 | Take a Bow in de Ultratop 50 - binnen: 28 juni 2008 | Take a Bow in de Ultratop 50 - binnen: 28 juni 2008 | Take a Bow in de Ultratop 50 - binnen: 28 juni 2008 | Take a Bow in de Ultratop 50 - binnen: 28 juni 2008 | Take a Bow in de Ultratop 50 - binnen: 28 juni 2008 | Take a Bow in de Ultratop 50 - binnen: 28 juni 2008 | Take a Bow in de Ultratop 50 - binnen: 28 juni 2008 | Take a Bow in de Ultratop 50 - binnen: 28 juni 2008 | Take a Bow in de Ultratop 50 - binnen: 28 juni 2008 |
| Week                                                | 01                                                  | 02                                                  | 03                                                  | 04                                                  | 05                                                  | 06                                                  | 07                                                  | 08                                                  | 09                                                  | 10                                                  | 11                                                  | 12                                                  | 13                                                  | 14                                                  | 15                                                  | 16                                                  |                                                     |
| --------------------------------------------------- | --------------------------------------------------- | --------------------------------------------------- | --------------------------------------------------- | --------------------------------------------------- | --------------------------------------------------- | --------------------------------------------------- | --------------------------------------------------- | --------------------------------------------------- | --------------------------------------------------- | --------------------------------------------------- | --------------------------------------------------- | --------------------------------------------------- | --------------------------------------------------- | --------------------------------------------------- | --------------------------------------------------- | --------------------------------------------------- | --------------------------------------------------- |
| Nummer                                              | 24                                                  | 20                                                  | 13                                                  | 17                                                  | 13                                                  | 14                                                  | 13                                                  | 16                                                  | 22                                                  | 21                                                  | 27                                                  | 32                                                  | 27                                                  | 35                                                  | 40                                                  | 49                                                  | uit                                                 |